# Twierdza Wisłoujście
Twierdza Wisłoujście este o arie protejată (sit de importanță comunitară — SCI) din Polonia întinsă pe o suprafață de 16,17 ha, integral pe uscat.

## Localizare
Centrul sitului Twierdza Wisłoujście este situat la coordonatele 54°23′42″N 18°40′48″E / 54.3949°N 18.6801°E.

## Înființare
Situl Twierdza Wisłoujście a fost declarat sit de importanță comunitară în aprilie 2004 pentru a proteja 2 specii de animale.

## Biodiversitate
Situată în ecoregiunea continentală, aria protejată nu include niciun habitat protejat.
La baza desemnării sitului se află mai multe specii protejate de  mamifere (2): liliac de iaz (Myotis dasycneme), liliac comun (Myotis myotis).